# Tōson Shimazaki
Pour les articles homonymes, voir Shimazaki.
 (novembre 2020).
Tōson Shimazaki (島崎 藤村, Shimazaki Tōson) (25 mars 1872 - 22 août 1943), né Haruki Shimazaki, est un écrivain japonais, à la fois poète, romancier et essayiste, des ères Meiji, Taishō et Shōwa.

## Biographie
Tōson Shimazaki est né dans ce qui est devenu la ville de Nakatsugawa dans la préfecture de Gifu, mais a passé son enfance dans la petite ville de Magome-juku dans une région rurale et montagneuse du district de Kiso ; il la quittera en 1881 (un musée mémorial sur Toson existe à Magome-juku, dans l'auberge postale ('honjin') qu'y dirigeait son père, et où Toson a vécu une partie de son enfance). Son père était le responsable du village et s'occupait de la grande maison ancestrale qui servait de relais aux voyageurs ou aux dignitaires officiels. Il écrira beaucoup sur la vie dans cette région, notamment dans son roman le plus connu, Yoake mae, basé sur la vie de son père Masaki Shimazaki, qui devient fou et meurt quand le jeune Tōson a quatorze ans. Le futur écrivain, adolescent, sera alors élevé par des amis de la famille. Plus tard, sa sœur aînée succombera également à des désordres mentaux. Tōson Shimazaki se décrira « mélancolique, hérité de mes parents ».
En 1891, il termine ses études à l'Université Meiji Gakuin et s'intéresse à la littérature à travers son amitié avec l'essayiste et traducteur Baba Kochô ainsi que Shūkotsu Togawa. Il rejoint un groupe littéraire associé au magazine littéraire Bungakukai (文學界), et fait des traductions qui seront publiées dans Jogaku zasshi (女学雑誌).
Il déménage de Tokyo à Sendai dans le nord du Japon pour un emploi dans le domaine de l'enseignement, mais continue à écrire, d'abord de la poésie, pendant son temps libre. Son premier recueil de vers, Wakanashū, publié pendant ces années à Sendai, le fit connaître dans le monde littéraire japonais. C'est à peu près à la même époque qu'on découvre sa relation amoureuse avec l'une de ses étudiantes, ce qui mène à sa démission de l'école. En 1894, le suicide par pendaison de son ami, l'écrivain Tōkoku Kitamura, est également un grand choc pour Shimazaki.
Quoique célébré par les critiques littéraires pour la création d'une nouvelle forme de vers japonais dans Wakanashū, ainsi que pour être l'un des créateurs du romantisme de l'ère Meiji (明治浪漫主義, Meiji Rōman Shugi), il se tourne vers la prose et la fiction, avec des récits pour une part autobiographique.
Son premier roman, Hakai (traduit en français sous le titre La Transgression), est publié en 1906. Il est considéré comme une œuvre-phare du réalisme japonais, et donc le premier roman naturaliste japonais, s'attachant à des problèmes de société. Il y raconte l'histoire d'un maître d'école qui dissimule son appartenance à la caste des burakumin, descendants des minorités Eta. Mais après des années de souffrance morale, malgré l'interdiction de son père, il finit par dévoiler publiquement ses origines considérées comme honteuses. Le sujet du livre, que Shimazaki dut publier à compte d'auteur, en empruntant de l'argent à son beau-père, riche commerçant de Hakodate, fut considéré comme très audacieux et sa publication créa une sorte de curiosité inquiète. Les trois enfants de Shimazaki meurent pendant qu'il travaille sur ce roman. 
Shimazaki apparaît comme le fondateur du mouvement littéraire naturaliste (Shizenshûgi), en réaction au caractère assez décadent des romans populaires à la fin du shogunat des Tokugawa. Par « naturalisme », selon Suzanne Rosset, « il entend replacer ses personnages de romans dans le contexte social où ils sont nés, et se livrer à une étude plus ou moins critique de la société japonaise de l'époque. »
Son second roman, Haru (Le Printemps), publié en 1908, est une autobiographie lyrique et sentimentale de sa jeunesse dans le Bungakukai.
Son troisième roman, Ie (La Famille), est considéré comme son chef-d'œuvre par beaucoup de monde : il y décrit le déclin de deux familles provinciales auxquelles le protagoniste est lié.
Shimazaki crée un scandale avec son quatrième roman, Shinsei (Nouvelle vie). Plus personnel que Ie, c'est un récit autobiographique de sa relation extraconjugale avec sa nièce, Komako, et le fait que le père de la fille (le frère aîné de Shimazaki), était au courant de la liaison incestueuse et la masquait. Quand Komako tombe enceinte, Shimazaki s'enfuit en France, à Paris puis à Limoges où il réside d'août à novembre 1914, et l'abandonne. Il essaie de justifier ses actes en révélant que son propre père avait commis un péché similaire et qu'il ne pouvait pas éviter la malédiction de sa famille. Le public général ne le vit pas ainsi, et Shimazaki fut censuré sur beaucoup de fronts pour ses actes et pour ce qui était perçu comme un vulgaire essai de gagner de l'argent en vendant son histoire.

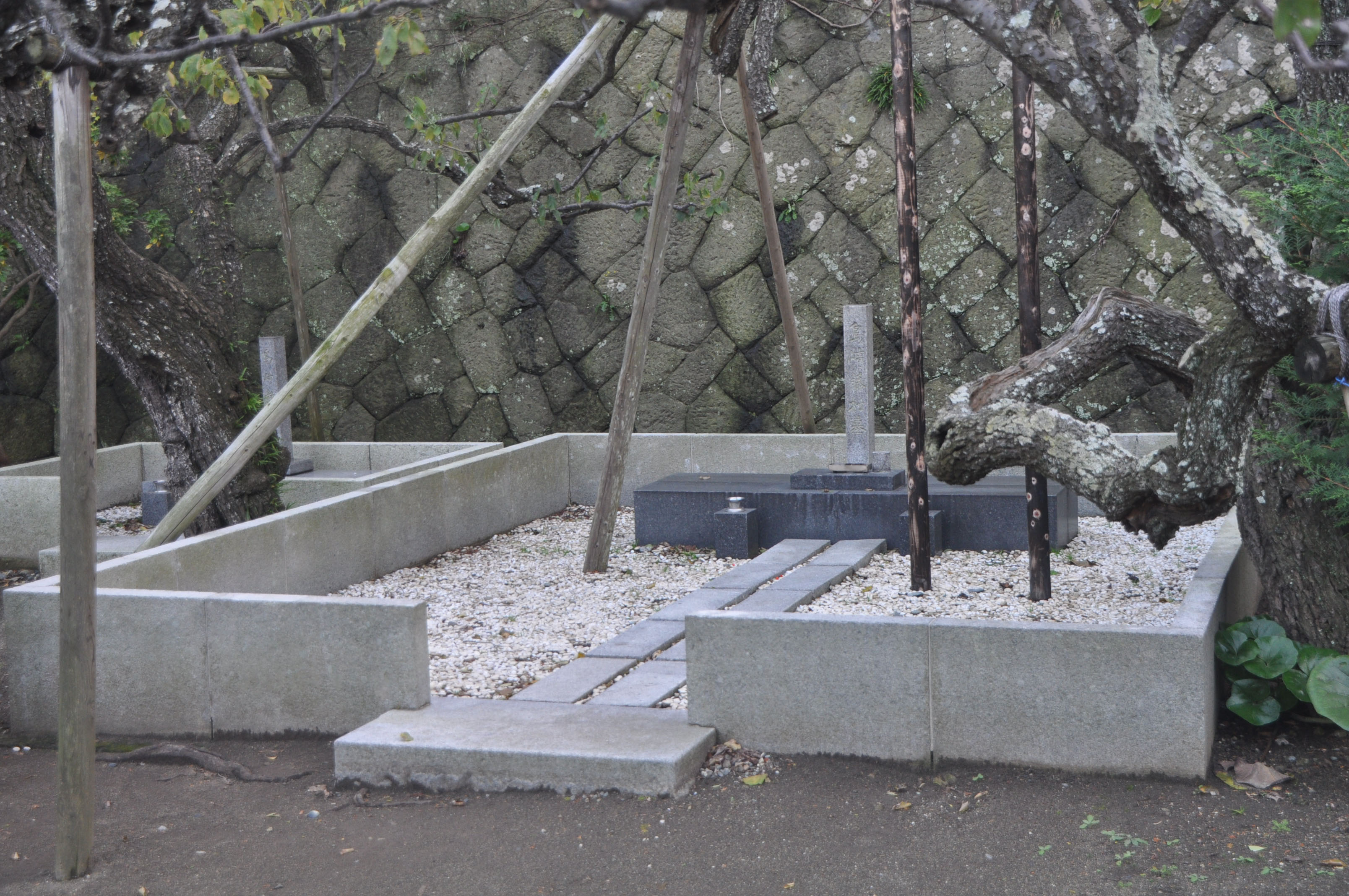
Les tombes de Tōson Shimazaki (droit) et Shizuko (gauche), sa femme, au temple Jifuku, à Ōiso

À son retour au Japon Shimazaki accepte un poste d'enseignant à l'Université Waseda. Il écrit Yoake mae (Avant l'aube), considéré par beaucoup comme son meilleur roman, à partir de 1928. Le roman est mis en feuilleton dans le magazine Chūōkōron sur une période de six années et est plus tard publié en deux volumes, en 1935. Il s'agit d'une gigantesque fresque de l'époque qui précéda et suivit la Restauration de l'ère Meiji.
En 1935, Shimazaki devient président fondateur de la section japonaise de l'organisation PEN club.
Il meurt d'un accident vasculaire cérébral en 1943, à l'âge de 71 ans. Il est enterré au temple Jifuku-ji, à Ōiso dans la préfecture de Kanagawa. Un Mémorial Tōson existe à Magome-juku, dans la vallée de Kiso, où il avait passé son enfance, dans l'ancienne auberge de poste 'Honjin' que son père avait supervisée, avec des exemplaires de textes de Tōson et d'objets lui ayant appartenu.

## Œuvres
- Wakanashū (ja) (若菜集, Collection de jeunes herbes), 1897
- Rakubaishū (落梅集), 1901
- Hakai (ja) (破戒, Le Commandement brisé), 1906
- Haru (ja) (春, Printemps), 1908
- Ie (ja) (家, Famille), 1910
- Shinsei (新生, Nouvelle vie), 1919
- Sakura no mi no juku suru toki (桜の実の熟する時, Quand les fleurs de cerisiers mûrissent), 1919
- Aru onna no shōgai (ある女の生涯, La Vie d'une femme), 1921
- Arashi, (嵐 La Tempête), 1926
- Yoake mae, (夜明け前 Avant l'aube), 1935
- Tôhô no Mon (東方の門 Porte de l'Est), 1943

### Traductions en français
- Une Famille (Ie), traduit par Suzanne Rosset, Paris, POF, 1984
- La Transgression (Hakai), traduit par Suzanne Rosset, Paris, You-Feng, 1999

## Adaptations cinématographiques
- 1953 - Yoake mae, réalisation Kōzaburō Yoshimura
- 1956 - Arashi, réalisation Hiroshi Inagaki
- 1962 - Hakai, réalisation Kon Ichikawa